# Sword of the Stranger
Sword of the Stranger – Spade senza imperatore  (ストレンヂア 無皇刃譚?, Sutorenjia Mukōhadan) è un film animato giapponese del genere jidai-geki-chambara del 2007 diretto da Masahiro Andō e prodotto dallo studio Bones.

## Trama
Giappone, Periodo Sengoku. Il film inizia con un bambino, Kotaro, e il suo cane, uno Shiba Inu di nome Tobimaru, vengono tratti in salvo da un misterioso assalto da un monaco, Shoan, che dice loro di andare per dirigersi al suo tempio dove verranno accolti.
La scena si sposta su un gruppo di samurai che sta scortando alcuni guerrieri cinesi della dinastia Ming, in missione segreta sull'isola nipponica, e visti con sospetto dagli autoctoni. Immediatamente vengono attaccati da dei banditi, che vengono subito uccisi, dopo un feroce combattimento, da un misterioso combattente spadaccino dai capelli biondi, Rarou (Luo-Lang) di presunta origine europea. 
I cinesi sono ospitati in un feudo dove il daimyo locale, Lord Akaike, concede loro carta bianca per i profitti che ne conseguono con la collaborazione. A non fidarsi però è Shougen Itadori, generale del feudo, razzista nei confronti dei cinesi e che sospetta della loro missione, tentando di mettere in guardia il feudatario. Durante un addestramento dei samurai tenuto dallo stesso generale, questi vedendo Rarou e volendo constatare l'abilità per cui è noto lo sfida a un duello con le spade d'allenamento, venendo però sconfitto.
Nel frattempo Kotaro e Tobimaru si fermano per una sosta in una casa abbandonata, dove si è stabilito un samurai ronin, Senza Nome; il ragazzino, il quale da tempo e in fuga e costantemente minacciato, non si fida subito dello straniero mostrando insolenza nei suoi confronti. Successivamente i due vengono accerchiati da due samurai che intendono rapire il bambino, ma Senza Nome si mette in mezzo ed abbatte il primo senza neanche sfoderare la spada, mentre il secondo viene subito ucciso da Tobimaru, che nella lotta viene comunque ferito. Sopraggiunge un Ming che inizia un duello con il ronin; dopo una lotta violenta è Senza Nome a vincere, ostinandosi comunque a non estrarre l'arma. Il guerriero scappa con Kotaro e Tobimaro e i tre si fermano di nuovo in un'altra casa,  dove fanno la conoscenza di un vecchio pescatore di nome Gohei; Senza Nome decide di scendere nel villaggio vicino per prendere le medicine per il cane ferito, seppur Kotaro continui a essere diffidente nei suoi confronti, dandogli la colpa per le condizioni di Tobimaru.
Nel villaggio, Senza Nome incontra casualmente Rarou, il temutissimo guerriero cinese biondo, il quale è da anni alla ricerca di un avversario degno. Gli basta solo un attimo per vedere il samurai per capire di averlo probabilmente trovato e lo attacca. I due duellano per alcuni istanti, con Senza Nome che continua a non estrarre la spada e sembra quasi non voler combattere. Alla fine Rarou, richiamato dal suo compagno Fugo, decide di smetterla, promettendo di rincontrarsi con Senza Nome per un nuovo scontro. 
Senza Nome torna da Kotaro e Tobimaru, curando quest'ultimo. Nonostante l'iniziale ostilità, Kotaro e Senza Nome fanno amicizia e il guerriero viene "assunto" dal bambino come sua guardia del corpo per tutta la durata dell'itinerario verso il monastero a cui lui e Tobimaru sono diretti. Durante la loro conoscenza Senza Nome insegna Kotaro a cavalcare. I tre si fermano in uno stagno dove Kotaro fa un'impressionante scoperta: i capelli di Senza Nome non sono neri, ma rossi (colore insolito se non inesistente nei capelli della popolazione giapponese) e usa un colorante. Lo spadaccino rivela di essere di origine straniera, ma ignora essa in quanto è stato recuperato in una barca naufragata da quand'era neonato. Successivamente durante la crescita divenne samurai e combatté spietate battaglie, conoscendo tra l'altro Itadori, che divenne il suo più grande amico e commilitone. Dopo una battaglia, ricevette l'ordine di uccidere una donna e un bambino, moglie e figlio di un nemico caduto (ucciso sempre da lui). Nonostante avesse eseguito l'ordine, Senza Nome fu così scosso da fare un giuramento: non avrebbe mai più estratto la spada, neanche per difendersi e prese le distanze da Itadori, che invece divenne più spietato e ambizioso.
Durante la notte il trio viene attaccato da un gruppo di banditi, ma Senza Nome riesce nuovamente a salvare la situazione, sconfiggendo i criminali in pochi secondi. 
Itadori, intanto, è riuscito a prendere di nascosto un cinese come prigioniero e lo fa torturare dai suoi soldati, deciso ad avviare un'indagine sui Ming e le loro intenzioni, venendo poi a sapere che i cinesi sono alla ricerca di un bambino (Kotaro) per poter usare il suo sangue per creare una pozione che possa dare la lunga vita. Lord Akaike ordina quindi la cattura del bambino per avere un riscatto.
I Ming sono guidati da uno spietato signore anziano di nome Byakuran, il quale odia Rarou per via delle sue origini "barbare" (odio tra l'altro ricambiato) e per la sua insolenza. Il guerriero infatti non sembra molto intenzionato a seguire la missione dei suoi compagni, quanto più trovare Senza Nome per affrontarlo nuovamente.
Senza Nome riesce ad arrivare al monastero dove Kotaro e Tobimaru rincontrano Shoan, insieme ai monaci e al loro capo. Quando però il ronin si allontana, il bambino viene subito catturato dai Ming: i monaci, compreso Shoan seppur pentito, lo hanno venduto! 
Senza Nome se ne accorge e torna indietro e cercando di inseguire i soldati cinesi con Tobimaru, i quali riescono a scappare in quanto a cavallo. Disgustato dal comportamento di Shoan,  Senza Nome gli dà una corda dicendogli che se vuole redimersi dovrà togliersi la vita, cosa che il monaco farà. 
Itadori, accompagnato dal suo braccio destro, l'arciere Jurota, e da un intero esercito raggiungono il tempio dove i Ming stanno per iniziare il rituale. I Ming inizialmente tentano di dissuadere i samurai mostrando loro il feudatario Akaike caduto in ostaggio, ma questi viene subito ucciso da Itadori e inizia la battaglia, dove moltissimi guerrieri sia cinesi che giapponesi perdono la vita. Senza Nome Sopraggiunge e per la prima volta dopo molto tempo sfodera la sua spada e partecipando allo scontro, uccidendo moltissimi cinesi. Non riesce però a salvare Itadori, il quale dopo una lotta con Rarou viene sconfitto, per poi essere subito ucciso da Byakuran con un archibugio.
Successivamente Fugo, il compagno di Rarou, e alcuni guerrieri rimasti si scontrano con il ronin, venendo poi sconfitti e uccisi.
Byakuran è intenzionato a uccidere Senza Nome, riunitosi con Kotaro e Tobimaru, ma Rarou lo elimina prima che possa sparare, così da poter nuovamente battersi con il suo avversario. 
Prima che la lotta inizi, il cinese vorrebbe dare al nemico una medicina per alleviargli il dolore delle ferite riportate dalla battaglia, ma Senza Nome rifiuta dicendogli che le sue ferite lo rafforzano.
I due finalmente si affrontano in un ultimo estenuante ed epico combattimento con le spade, in cui mettono alla luce tutte le loro mosse ed abilità, senza che nessuno si elevi all'altro. I due alla fine arrivano addirittura a scambiarsi le spade, riuscendo poi a scalfirsi l'un l'altro. Ma è Rarou a riportare la ferita fatale, per sua stessa spada da parte di Senza Nome, e riconosce la vittoria del samurai. 
Il film si conclude con Kotaro che cavalca trasportando Senza Nome e seguiti da Tobimaru, intenzionati a viaggiare per il mondo.

## Personaggi
Senza Nome (名無し?, Nanashi)
Un Ronin, samurai vagabondo senza padrone, con un passato tormentato. Ha giurato in passato di non estrarre mai più la sua katana, che tiene chiusa mediante un laccio. Nonostante tale limite, l'uomo, dotato di straordinarie doti di combattimento ravvicinato, riesce a schivare i colpi letali dei propri avversari mediante la propria agilità e ad ucciderli utilizzando le arti marziali e la propria spada come bastone. Viene ingaggiato come guardia del corpo dal piccolo Kotaro (che tra i vari nomi con cui il samurai è conosciuto, sceglie Senza Nome) per un pezzo di giada.
Kotaro
Giovane orfano, fuggito dalla Cina e perennemente braccato dai sicari della dinastia Ming, Kotaro è giunto in Giappone, dove ha trovato rifugio presso un piccolo tempio. Non appena viene nuovamente scoperto, si ridà alla macchia, accompagnato dal fedele Tobimaru, un cane ninja esperto in combattimento che ha il compito di proteggerlo.
Rarou (Luo-Lang)
Combattente formidabile, il più forte dei sicari al servizio dei Ming. Si tratta di un uomo sadico e crudele, dotato di una straordinaria abilità con la spada cinese, ossessionato dalla ricerca di un degno sfidante; gli basta vedere Senza Nome una volta, per rendersi conto che sarà lui il suo degno avversario. È disprezzato dal suo signore Byakuran, che lo definisce "un barbaro" per via delle sue evidenti origini europee.
Shogen Itadori
Samurai a capo degli uomini del signore di Akaike. Ottimo e coraggioso combattente, reduce di molte battaglie ed esperto nel combattimento con la lancia. È un uomo molto forte, dal carattere rude, brutale e molto ambizioso, stimato dai propri sottoposti. Non vede di buon occhio gli stranieri provenienti dalla Cina e si domanda quali siano i loro veri scopi. Un tempo era amico e commilitone di Senza Nome, dal quale si è separato per via degli ideali maturati in seguito da quest'ultimo.
Byakuran
Anziano e malvagio dignitario dell'Imperatore Ming, è da lui stato inviato in Giappone per una missione segreta, con al seguito una folta manovalanza ed un gruppo di feroci assassini, che incaricherà di catturare Kotaro.
Shoan
Monaco amico di Kotaro che mette in salvo all'inizio del film. Verso metà della storia dovrà tradire il bambino consegnandolo ai cinesi.
Gohei
Contadino e pescatore che fa amicizia con Senza Nome. 
Jurota
Arciere al servizio di Itadori.
Mokuyu
Ariciere donna dei Ming.
Fugo
Giovanissimo spadaccino al servizio dei Ming, amico di Mokuyu e di Luo-Lang. 
Mockubo
L'altra donna dei guerrieri Ming, e amica fedele di Luo-Lang.
Lord Akaike
Il daimyo che ospita i cinesi nel suo feudo, ma che in segreto vuole scoprire gli obiettivi dei cinesi per poi trarne profitto e vantaggi.

## Riconoscimenti
- 2007 - Fantaspoa
  - Miglior film d'animazione
- 2007 - Asia Pacific Screen Awards
  - Miglior film d'animazione

## Curiosità
La figura di Byakuran, dignitario inviato in Giappone dall'Imperatore della Dinastia Ming, è ispirata a Xu Fu, mago di corte imperiale cinese che fu inviato dal proprio Imperatore in missione attraverso i mari; secondo i cronisti, la sua flotta era composta da 60 brigantini, circa 5000 membri di equipaggio, 3000 ragazzi e ragazze, e artigiani di ogni tipo. Numerosi testi e reperti archeologici dimostrano che sia giunto nell'odierno Giappone. Xu Fu però, a differenza del suo alter ego Byakuran, visse molto tempo prima: fu al servizio di Qin Shi Huang, il primo Imperatore della Cina unificata e sovrano della dinastia Qin (221-206 a.C.) mentre i Ming furono la penultima dinastia imperiale (1368-1644).